# USS LST-1010
L' USS LST-1010 était un navire de débarquement de chars de classe LST-542 dans l'United States Navy pendant la Seconde Guerre mondiale. Il a été transféré dans la Marine de la République de Corée sous le nom de ROKS Un Bong (LST-807) (en coréen : 운봉), puis LST-671.

## Historique
Le LST-1010 a été posé le 22 février 1944 à Bethlehem Steel Corporation, Quincy au Massachusetts. Lancé le 29 mars 1944 , il a été mis en service le 25 avril 1944.

### Service dans la marine des États-Unis
Pendant la Seconde Guerre mondiale, le LST-1010 a d'abord participé au Débarquement de Provence (15-16 août 1944) puis a été affecté au théâtre Asie-Pacifique et a participé à l'assaut et à l'occupation d'Okinawa (Archipel Ryūkyū) en mai et juin 1945. Après la guerre, le LST-1010 a exercé ses fonctions d'occupation en Extrême-Orient jusqu'à la mi-septembre 1945. De retour aux États-Unis, il a été désarmé et transféré à l'United States Army le 4 avril 1947. Il est revenu dans l'US Navy le 1er mars 1950 et a été affecté à la flotte de réserve du Pacifique. LST-1010 a gagné deux Service star pour le service de la Seconde Guerre mondiale.

### Service dans la marine sud-coréenne
En vertu des dispositions du programme d'assistance militaire, il a été transféré en Corée du Sud le 22 mars 1955 et a servi dans la marine de la République de Corée sous le nom de Un Bong (LST-807) puis LST-671. Un Bong a été utilisé à diverses fins d'entraînement et a participé à la guerre du Vietnam de 1966 à 1972.

### Préservation
Le navire a été retiré de la marine coréenne en 2006, après 51 ans de service. Des plans ont finalement été élaborés par le Gimpo Marine Park de la ville de Gimpo, pour exposer un navire musée, décrivant l'histoire du navire depuis sa mise en service initiale dans la marine américaine en 1944.